# باشگاه فوتبال ساوتند یونایتد
باشگاه فوتبال ساوتند یونایتد (به انگلیسی: Southend United F.C) یک باشگاه فوتبال در شهر ساوتند-آن-سی، کشور انگلستان است که در سال ۱۹۰۶ میلادی تأسیس شده‌است.